# Pain Is So Close to Pleasure
Singles de Queen
Friends Will Be Friends
(1986) Who Wants to Live Forever
(1986)
Pistes de A Kind of Magic
One Year of Love Friends Will Be Friends
Pain Is So Close to Pleasure (français : La douleur est si proche du plaisir) est une chanson de Queen, sortie en single en 1986 uniquement dans quelques pays comme les États-Unis, l'Allemagne, les Pays-Bas et l'Australie.  Écrite par Freddie Mercury et John Deacon, elle est extraite de l'album A Kind of Magic sorti la même année. Aucun clip n'a été réalisé pour cette chanson.

## Autour de la chanson
La chanson a commencé comme un riff que jouait Brian May, avant que Mercury et Deacon n'en fassent une chanson. John Deacon y joue de la guitare rythmique.

## Classements
| Classements (1986) | Position |
| ------------------ | -------- |
| Belgique           | 27       |
| Pays-Bas           | 43       |

## Crédits
- Freddie Mercury : chant principal et piano
- Brian May : guitare électrique
- Roger Taylor : batterie
- John Deacon : guitare basse et guitare rythmique
- David Richards : synthétiseur et boîte à rythmes